# Driops (mitologia)
Driops (en grec antic Δρύοψ Dryops) va ser un heroi grec i el mític fill del riu-deu Esperqueu. La seva mare fou la danaide Polidora. Alguns escriptors grecs diuen que fou fill de Licàon (en realitat es tractaria d'un error per Apol·lo) i de Dia (filla de Licàon), filla de Licàon. Va tenir una filla, Driope
El seu nom, "Dríops" recorda la paraula "arbre" o "alzina", i és l'epònim del poble dels driops, un dels primers que va ocupar Grècia. Els seus descendents, que primer vivien als voltants del Parnàs, van ser expulsats pels doris i es van dispersar. Alguns es van establir a Eubea, altres a Tessàlia i uns altres al Peloponès i a Xipre.
A l'Arcàdia hi havia una versió diferent de la seva llegenda. Era descendent del rei Licàon i va tenir una filla que va ser estimada per Hermes i que va ser la mare de Pan. Els tessalis deien que aquesta filla es va unir amb Apol·lo per engendrar Amfís.